# 1. deild islandzka w piłce nożnej (1993)
1. deild 1993 (znana jako Getraunadeild karla ze względów sponsorskich) – 82. edycja najwyższej klasy rozgrywkowej piłki nożnej na Islandii.
Brało w niej udział 10 drużyn, które w okresie od 23 maja do 25 września 1993 rozegrały 18 kolejek meczów. Mistrzostwo po raz drugi z rzędu a czternasty w historii zdobyła drużyna ÍA.

## Drużyny
| Uczestnicy poprzedniej edycji                                                                                 | Uczestnicy poprzedniej edycji | Uczestnicy poprzedniej edycji | Uczestnicy poprzedniej edycji |
| --- | ----------------------------- | ----------------------------- | ----------------------------- |
| ÍA | Akraness                      | 1                             |                               |
| KRE | KR                            | 2                             |                               |
| ÞÓR | Þór Akureyri                  | 3                             |                               |
| VAL | Valur                         | 4                             |                               |
| FRA | Fram                          | 5                             |                               |
| FH | FH                            | 6                             |                               |
| VÍR | Víkingur Reykjavík            | 7                             |                               |
| ÍBV | ÍB Vestmannaeyja              | 8                             |                               |
| Awans z 2. deild karla                                                                                        |                               |                               |                               |
| FYL | Fylkir                        | 1                             |                               |
| ÍBK | Keflavík                      | 2                             |                               |
| Oznaczenia: - kolumna pierwsza – skróty nazw drużyn, - kolumna trzecia – miejsce zajęte w poprzednim sezonie. |                               |                               |                               |

## Tabela
| Lp. | Drużyna                | M  | Z  | R | P  | B+ | B- | +/– | Pkt | Kwalifikacja lub spadek                 |
| --- | ---------------------- | -- | -- | - | -- | -- | -- | --- | --- | --------------------------------------- |
| 1   | ÍA Akraness (M, P)     | 18 | 16 | 1 | 1  | 62 | 16 | +46 | 49  | Puchar UEFA • Runda kwalifikacyjna      |
| 2   | FH                     | 18 | 12 | 4 | 2  | 39 | 21 | +18 | 40  | Puchar UEFA • Runda kwalifikacyjna      |
| 3   | Keflavík               | 18 | 8  | 3 | 7  | 31 | 31 | 0   | 27  | Puchar Zdobywców Pucharów • 1/32 finału |
| 4   | Fram Reykjavík         | 18 | 8  | 1 | 9  | 38 | 37 | +1  | 25  |                                         |
| 5   | KR Reykjavík           | 18 | 7  | 3 | 8  | 37 | 34 | +3  | 24  |                                         |
| 6   | Valur                  | 18 | 6  | 4 | 8  | 25 | 24 | +1  | 22  |                                         |
| 7   | Þór Akureyri           | 18 | 5  | 5 | 8  | 20 | 30 | −10 | 20  |                                         |
| 8   | ÍBV                    | 18 | 5  | 4 | 9  | 31 | 41 | −10 | 19  |                                         |
| 9   | Fylkir (S)             | 18 | 6  | 1 | 11 | 22 | 35 | −13 | 19  | Spadek do 2. deild karla                |
| 10  | Víkingur Reykjavík (S) | 18 | 3  | 2 | 13 | 23 | 59 | −36 | 11  | Spadek do 2. deild karla                |

## Wyniki
| Gospodarz \ Gość   | FH  | FRA | FYL | ÍA  | ÍBV | KEF | KR  | VAL | VÍK  | ÞÓR |
| ------------------ | --- | --- | --- | --- | --- | --- | --- | --- | ---- | --- |
| FH                 |     | 3–1 | 4–0 | 0–5 | 3–1 | 5–1 | 2–0 | 1–1 | 4–2  | 4–1 |
| Fram Reykjavík     | 0–4 |     | 5–0 | 4–2 | 5–1 | 2–1 | 2–4 | 3–2 | 4–1  | 1–2 |
| Fylkir             | 0–2 | 3–0 |     | 1–3 | 1–2 | 2–2 | 2–1 | 2–1 | 1–2  | 1–0 |
| ÍA Akraness        | 5–0 | 3–3 | 4–1 |     | 3–1 | 2–0 | 1–0 | 1–0 | 10–1 | 6–0 |
| ÍBV                | 2–2 | 1–2 | 1–0 | 2–5 |     | 1–2 | 2–4 | 0–2 | 3–2  | 1–1 |
| Keflavík           | 0–1 | 2–1 | 2–1 | 1–2 | 4–0 |     | 1–4 | 1–3 | 3–2  | 5–2 |
| KR Reykjavík       | 1–2 | 1–4 | 1–3 | 1–4 | 2–2 | 2–2 |     | 2–0 | 7–2  | 2–0 |
| Valur              | 1–2 | 4–1 | 4–3 | 0–2 | 0–1 | 0–2 | 1–1 |     | 3–1  | 2–1 |
| Víkingur Reykjavík | 0–0 | 2–0 | 0–2 | 1–3 | 2–9 | 0–1 | 3–2 | 0–0 |      | 1–2 |
| Þór Akureyri       | 0–0 | 1–0 | 1–0 | 0–1 | 1–1 | 1–1 | 1–2 | 1–1 | 5–1  |     |

## Najlepsi strzelcy
| Bramki | Strzelcy             | Drużyna  |
| ------ | -------------------- | -------- |
| 19     | Þórður Guðjónsson    | ÍA       |
| 15     | Oli Þór Magnusson    | Keflavík |
| 14     | Haraldur Ingólfsson  | ÍA       |
| 14     | Helgi Sigurðsson     | Fram     |
| 13     | Hörður Magnússon     | FH       |
| 13     | Mihajlo Biberčić     | ÍA       |
| 12     | Tryggvi Guðmundsson  | ÍBV      |
| 9      | Anthony Karl Gregory | Valur    |
| 9      | Kristinn Tómasson    | Fylkir   |